# Carta de Belgrado
La carta de Belgrado es un documento internacional de educación ambiental redactado durante el Seminario internacional de educación ambiental de Belgrado, que se llevó a cabo del 13 al 22 de octubre de 1975.  La carta definió dos metas ambientales, una meta de educación ambiental y seis objetivos de educación ambiental orientados al público general en dos categorías.

## Seminario internacional de educación ambiental de Belgrado
En respuesta a Recomendación 96 de la Conferencia de las Naciones Unidas sobre el Medio Ambiente Humano de 1972, la Unesco y el Centro de estudios internacionales de la Universidad de Belgrado organizaron el Seminario internacional de educación ambiental, realizado del 13 al 22 de octubre de 1975 en Belgrado, entonces Yugoslavia. El fin del seminario era la inclusión de la conciencia ambiental en la educación.
Al seminario acudieron 96 participantes y observadores de 60 países, incluyendo a todos los niveles de educación formal e informal, divididos en tres grupos: participantes regionales, consultores de educación ambiental y autores de documentos.

1. Se recomienda que el Secretario General, los organismos del sistema de las Naciones Unidas, en particular la Organización de las Naciones Unidas para la Educación, la Ciencia y la Cultura y las demás instituciones internacionales interesadas, tras consultarse y de común acuerdo, adopten las disposiciones necesarias a fin de establecer un programa internacional de educación sobre el medio, de enfoque interdisciplinario y con carácter escolar y extraescolar, que abarque todos los niveles de la enseñanza y se dirija al público en general, especialmente al ciudadano corriente que vive en las zonas rurales y urbanas, al joven y al adulto indistintamente, con miras a enseñarle las medidas sencillas que, dentro de sus posibilidades, pueda tomar para ordenar y controlar su medio. Para apoyar tal acción se necesitará un programa de cooperación y asistencia financiera y técnica, teniendo en cuenta las prioridades convenidas conforme a los recursos disponibles. [...]
Recomendación 96, Conferencia de las Naciones Unidas sobre el medio Humano, Estocolmo, 1972

Al concluir el seminario, de forma unánime se decidió crear la declaración ambiental que se conoce como Carta de Belgrado.

## Contenido de la carta
La carta de Belgrado contiene seis apartados:
I. La situación en lo que se refiere al medio ambiente
IIa. Metas ambientales
IIb. Metas de la educación ambiental (EA)
III. Objetivos de la educación ambiental: conciencia, conocimientos, actitudes, aptitudes participación y capacidad de evaluación.
IV. Destinatarios

El principal destinatario de la educación ambiental es el público en general.
La carta de Belgrado, Destinatarios, Belgrado, 1975

V. Principios orientativos de los programas de Educación Ambiental